# Granit
 Der er for få eller ingen kildehenvisninger i denne artikel, hvilket er et problem. Du kan hjælpe ved at angive troværdige kilder til de påstande, som fremføres i artiklen.

Granit er en almindelig gruppe af magmatiske bjergarter, der bliver dannet på store dybder og stort tryk under kontinenter.
Granit er en blanding af forskellige mineraler og har ofte (dog ikke altid) et rødligt skær. For eksempel ses på Bornholm en blå granit, og visse steder er granitten sort.
Ordet granit kommer fra Latin granum, der betyder korn, som henfører til den grovkornede struktur i bjergarten. Afhængig af mængden af feldspat og kvarts, er granits hårdhed mellem 5,5 og 7 . Da granit er heterogen, er hårdheden mindre relevant. Boremuslinger med skaller af kalk (h=3) kan f.eks. bearbejde glimmermineraler (h=2) i granit og løsne kvartskornene. Massefylden er mellem 1,74 og 2,98, typisk 2,75 g/cm3.
Granit er blevet indført i jordskorpen igennem størstedelen af Jordens geologiske historie. Granit er hverken fundet på Månen, Mars eller Venus. Vand synes at være nødvendig for at basalt udskiller granit (magmatisk differentiation).
Kontinentalpladerne består primært af granit og afledte bjergarter.

## Petrokemisk klassifikation
- Peraluminøs: Al2O3-mængden er større end mængden af K2O, Na2O og CaO.
  - Den megen aluminium gør at de accessoriske mineraler bliver de aluminiumsholdige muskovit og biotit (glimmermineraler), granat, sillimanit/andalusit (nesosilikater), og cordierit (cyclosilikat).
- Metaluminøs: Al2O3-mængden er større end mængden af K2O og Na2O uden CaO.
  - De accessoriske mineraler består af både aluminiumsholdigt biotit og hornblende Al-variant (amfibol) og aluminiumsfrit diopsid (pyroxen).
- Peralkalin: Al2O3-mængden er mindre end mængden af K2O og Na2O.
  - De sparsomme aluminiumsreserver opbruges af feldspater som ortoklas og albit. De accessoriske mineraler er derfor de aluminiumsfrie acmit og diopsid (pyroxener), hornblende FeSi-variant og riebeckit (amfiboler) og flusspat.

## Alfabetgranitkomplekser
I 1983 opstillede de to australske petrologer A.J.R. White og B.W. Chappell en klassifikation af granit ud fra udgangsbjergarten. Klassifikationen blev udvidet af J.B. Whalen i 1985. Ud fra indholdet af mineraler, grundstoffer og isotoper kendes fire holotyper:
- I-type granit (fra engelsk Igneous) findes ved konvergente kontinent-kontinentpladegrænser. Opstår ved anatexis (friktionssmeltning) af granitiske bjergarter.
- A-type granit (fra engelsk Androgen) findes i det indre af gamle kontinentalplader og ved riftzoner. Skyldes kappediapirers (hot spots) opvarmning af skorpen. Findes bl.a. i Oslograven.
- S-type granit (fra engelsk Sedimentary – aflejret) dannes ved opsmeltning af sedimenter og sedimentære bjergarter.
- M-type granit (fra engelsk Mantle – kappe) dannes ved partiel opsmeltning af en subduceret oceanbundsskorpe i kappen – sjælden.